# Zid Abou Hamed
Pour les articles homonymes, voir Hamed.
Zid Abou Hamed (né le 22 avril 1970) est un athlète syrien naturalisé australien, spécialiste du 400 mètres haies.

## Biographie
Il remporte la médaille d'or du 400 m haies lors des championnats d'Asie 1993, à Manille, après avoir pris la troisième place en championnats d'Asie 1991. Il s'adjuge par ailleurs le titre des Jeux méditerranéens en 1993 et 1997.
Il obtient la nationalité australienne en 1996 et participe sous ses nouvelles couleurs aux Championnats du monde d'athlétisme 1997 et 1999. En février 1999, à Sydney, il établit la meilleure performance de sa carrière en 48 s 87. Non sélectionné par le comité olympique australien pour les Jeux olympiques de 2000, il fait le choix de changer de nationalité et de concourir de nouveau pour la Syrie. Aux Jeux olympiques de Sydney, il s'incline dès les séries du 400 m haies.
En 1998, il se classe quatrième des Jeux du Commonwealth, et huitième de la Coupe du monde des nations.
Il détient le record de Syrie du 400 m haies en 48 s 87.

### Palmarès
| Date | Compétition                | Lieu         | Résultat | Épreuve     | Performance |
| ---- | -------------------------- | ------------ | -------- | ----------- | ----------- |
| 1991 | Championnats d'Asie        | Kuala Lumpur | 3e       | 400 m haies | 51 s 15     |
| 1992 | Jeux panarabes             | Lattaquié    | 3e       | 400 m haies |             |
| 1993 | Championnats d'Asie        | Manille      | 1er      | 400 m haies | 49 s 10     |
| 1993 | Jeux méditerranéens        | Narbonne     | 1er      | 400 m haies | 49 s 09     |
| 1997 | Jeux méditerranéens        | Bari         | 1er      | 400 m haies | 49 s 25     |
| 1998 | Jeux du Commonwealth       | Kuala Lumpur | 4e       | 400 m haies | 49 s 11     |
| 1998 | Coupe du monde des nations | Johannesburg | 8e       | 400 m haies | 50 s 50     |

### Records
| Épreuve     | Performance | Lieu   | Date            |
| ----------- | ----------- | ------ | --------------- |
| 400 m haies | 48 s 87     | Sydney | 20 février 1999 |